# Meerkatze (Schiff, 2009)
Die Meerkatze ist ein Fischereischutzboot der deutschen Küstenwache. Eigner ist die Bundesanstalt für Landwirtschaft und Ernährung (BLE), die das Schiff auch bereedert.

## Allgemeines
Die Meerkatze – das vierte deutsche Fischereischutzboot mit diesem Namen – wurde im April 2009 in Dienst gestellt und ersetzte das aus dem Jahre 1977 stammende gleichnamige Vorgängerboot.
Das Schiff dient, wie das Schwesterschiff Seefalke und die einige Jahre ältere Seeadler, der Fischereiüberwachung in der Ausschließlichen Wirtschaftszone Deutschlands in der Nord- und Ostsee sowie im Rahmen internationaler Abkommen außerhalb der deutschen Seegewässer.  Mit durchschnittlich 880 Seekontrollen im Jahr überwachen sie den Fischfang und die Einhaltung der Fangquoten. Die Besatzung besteht aus 20 Mann.
Das Schiff wurde unter der Baunummer 560 auf der Peene-Werft in Wolgast, Mecklenburg-Vorpommern, gebaut. Die Kiellegung des Schiffes fand am 29. Februar, der Stapellauf am 17. Oktober 2008 statt. Die Fertigstellung des Schiffes erfolgte am 29. April 2009.

## Technische Daten
Das mit 1981 BRZ vermessene Schiff ist 72,75 m lang, 12,50 m breit und hat einen Tiefgang von 5,15 m. Es wird von zwei MTU-Dieselmotoren vom Typ 20V4000 M73L mit einer Leistung von jeweils 3600 kW angetrieben. Zwei Elektrofahrmotoren des Herstellers VEM Sachsenwerk vom Typ DKMAB 5018-6U mit einer Leistung von jeweils 1050 kW können die Antriebsleistung erhöhen. Im semi-dieselelektrischen Betrieb erreicht das Schiff eine Höchstgeschwindigkeit von 19,7 Knoten. Der alleinige Antrieb durch die Elektromotoren ist ebenfalls möglich. Die Motoren treiben über Getriebe zwei Verstellpropeller an.
Ein Bugstrahler mit 55 kN und ein Hochleistungsflossenruder gewährleisten beste Manövriereigenschaften. Das Seeverhalten wird durch eine Flossenstabilisierungsanlage optimiert.
Für die Stromversorgung an Bord stehen zwei Generatoren mit einer Scheinleistung von jeweils 1716 kVA sowie ein Notgenerator mit einer Scheinleistung von 450 kVA zur Verfügung.
Zur Spezialausrüstung gehören ein 3,6-t-Arbeitskran, ein 1,25-t-Servicekran sowie zwei Festrumpfschlauchboote, mit denen die Kontrolleure auf Fischereifahrzeuge übersetzen können.

## Bilder

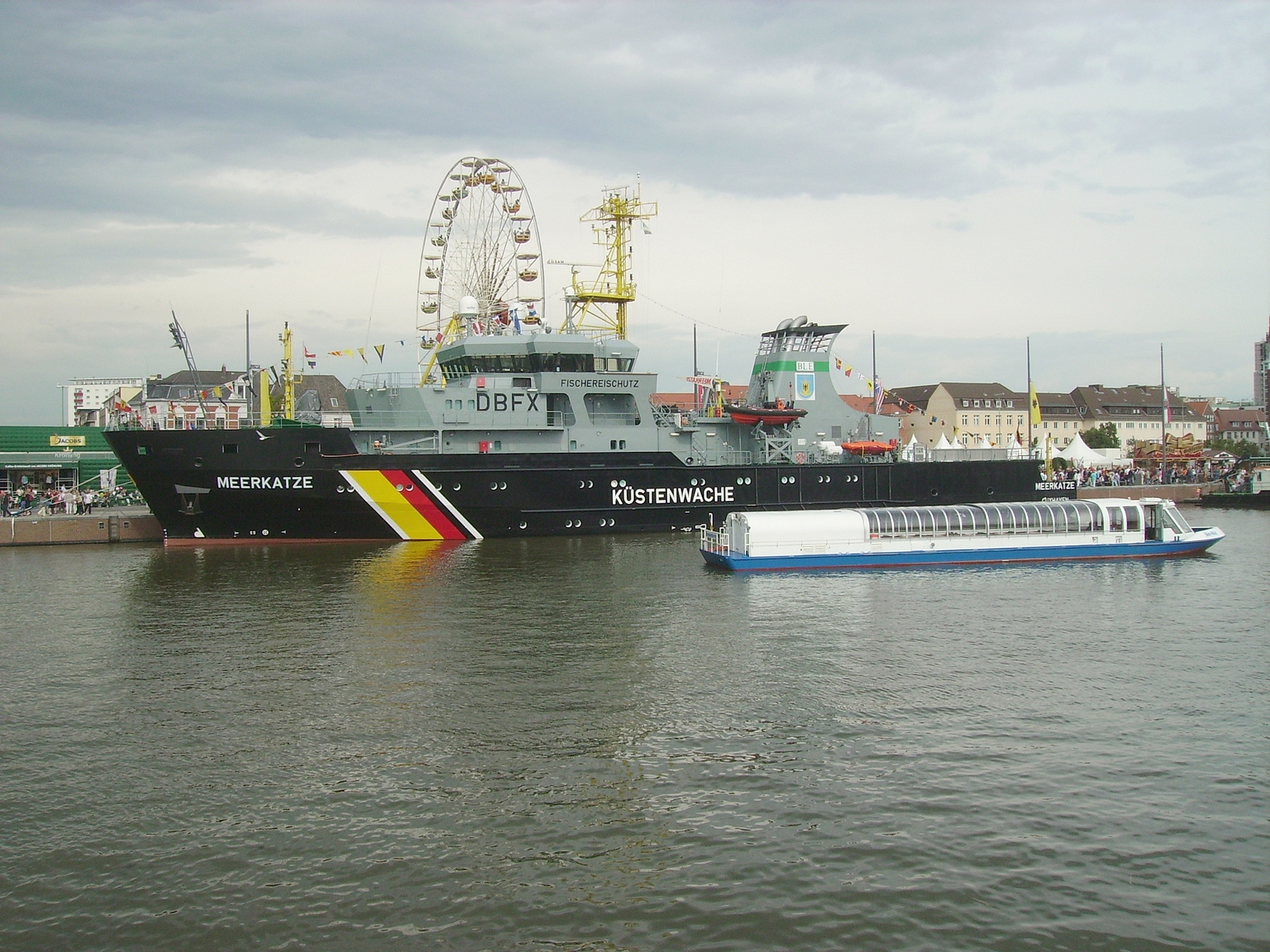
Die Meerkatze zu Gast bei der Bremerhavener Festwoche 2009
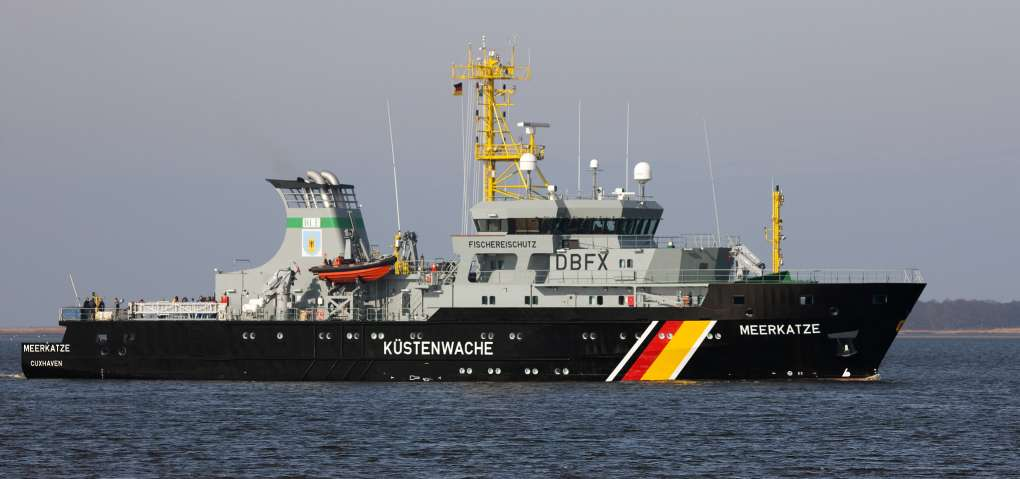
Die Meerkatze vor Cuxhaven